# 上蒂亚尔诺
上蒂亚尔诺（義大利語：Tiarno di Sopra）是意大利特伦蒂诺-上阿迪杰大区特伦托自治省的一个旧市镇。总面积38平方公里，人口1074人，人口密度28.3人/平方公里（2009年）。ISTAT代码为022197。
2010年1月1日上蒂亚尔诺市镇与其他市镇一起合并为新的莱德罗市镇。